# Centaurea mersinensis
Centaurea mersinensis — вид квіткових рослин айстрових (Asteraceae). Ендемік Туреччини.
Росте на вапнякових схилах у лісах Pinus brutia в Айдинджику (Мерсін) у південній Анатолії. Належить до C. sect. Phalolepis, а таксономічно його найближчим родичем є C. lycaonica. Число хромосом C. mersinensis, 2n = 18.